# Nhà cổ Bình Thủy
Nhà cổ Bình Thủy tên chính thức là Phủ thờ họ Dương hay còn gọi là nhà thờ họ Dương, nhà cổ vườn lan. Ngôi nhà tọa lạc tại số 142-144 đường Bùi Hữu Nghĩa, phường Bình Thủy, quận Bình Thủy, thành phố Cần Thơ. Ngôi nhà được xem là công trình kiểu mẫu đại biểu cho phong cách kiến trúc Đông Dương ở Nam Kỳ giai đoạn đầu thế kỷ 20.
Ngôi nhà là điểm du lịch được yêu thích ở Cần Thơ.

## Lịch sử
Ngôi nhà đầu tiên của họ Dương được xây trên mảnh đất Bình Thủy (lúc bấy giờ là trung tâm của làng cổ Long Tuyền) vào năm 1870. Đến năm 1904, ông Dương Chấn Kỷ đã cho sửa sang lại ngôi nhà cũ. Đến năm 1911 thì hoàn chỉnh diện mạo như ngày nay.

## Kiến trúc
Ngôi nhà được xây theo lối kiến trúc Đông Dương với hình thức nhà năm gian, điệp ốc có thảo bạt.

### Diện mạo bên ngoài
Ngôi nhà được bao bọc bởi một hàng rào bê tông, sắt thép. Trong sân có một miếu thổ thần, một tiểu cảnh sơn thủy và sau lớp cổng sắt có dựng một cái cổng gọi là nghi môn 儀門. Trên nghi môn có tấm hoành phi ghi bốn chữ PHỦ THỜ HỌ DƯƠNG, phía sau tấm hoành phi này có ba chữ Hán PHƯỚC AN HIỆU 福安號. 
Bề ngoài được trang trí theo lối Tân nghệ thuật. Các họa tiết tráng tường gồm có motif sóc - nho, nho, lá ô rô. Hàng tư là các cột bê tông thuộc thức cột Corinth được trang trí tinh xảo. 

### Thiết kế bên trong
Được thiết kế theo lối nhà rường truyền thống.

## Nghệ thuật
Ngôi nhà từng là bối cảnh quay những bộ phim Người tình, Cây tre trăm đốt, Người đẹp Tây Đô.